# ET-Navi
ET-Navi（イーティー ナビ）は遠州鉄道（バス・電車）が提供しているインターネットバスロケーションシステム・バス電車時刻表検索システムの愛称である。ここでは、バス停設置のバスロケランプ等、遠州鉄道が展開するバスロケーションシステム全般について述べる。

## 沿革
1986年よりバス停に於ける接近ランプを設置。これは全国的にも早期のバスロケーションシステム導入である。なお当初、1986年4月1日より西じゅんかん・掛塚さなる台線に設置。
この際には、新設のバス停ポールの他、白百合型と呼ばれる既存のバス停にも接近表示機を内蔵させたが、これは珍しい事例である。
この他、「バスロケ君Jr.」という愛称で自社が分譲したマンションの各部屋にも接近表示機を設置するなど独自のサービスを展開した。なお、この試みは、2010年現在でも遠鉄以外の実施例がない。
インターネットバスロケ「ET-Navi」は2000年10月にサービスを開始。
2006年秋ごろからはPC版のみシステムトラブルにより休止となっていたが、2007年3月にリニューアルし復活、Googleマップによるバス停位置表示やのりかえ案内対応など、機能が向上した。
なお、バス停設置のバスロケに関しては、終車ランプ・故障ランプが設置されていたが200x年に使用停止、2010年までに全バス停で撤去された。

## 特徴
- バス停名検索の際にはバス停名だけでなく地名（例:浜松市中区旭町）や施設名（例:ファミリーマート）でも検索可能である。また、主要バス停の一覧から選択することもできる。
- 一部の自主運行バスなどを除いた全線に対応する。
- 1回ののりかえ（バス⇔バス・バス⇔電車）に対応するため、直通する系統がなくても対応できる区間が多い。なお、のりかえ地点は市役所南⇔市役所前など、同一バス停ではなくても検索できる場合がある。この他、JR浜松駅→磐田駅やJR磐田駅→浜松駅というモードでは同区間をJR等、他の交通機関を利用するという設定で出発地点～浜松駅と磐田駅～目的地を案内する。
- 運賃検索では乗車カードの使える場合のみ検索出来、乗車カードの使えない高速バス（e-wing・e-LineR）などの運賃は検索できない。またクローズドドア区間や一部の自主運行バス、前述した乗車カードの使えない路線では運賃は「0円」と表示される。
- 時刻検索・接近表示（一般路線バスのみ）・定期券運賃検索の機能が有り、接近表示を含むモードにはバスどこ!?（携帯版ではバスどこ？[全角]）の愛称がある。
- バスどこ（PC・携帯）にて鉄道駅や高速バスバス停を指定することも出来るが鉄道線や高速バスの接近情報は表示されず、時刻・運賃検索（高速バスは運賃も非対応で時刻検索のみ）となる。
- PC版では路線図上にバスの現在位置を表示するバスどこ!?[マップ]を提供している。
- 正確にはPCのホームページで提供されている路線図表示もET-Naviに含まれる。
- 一部の延長運行区間・一部の自主運行バス等には非対応である。
- 検索結果の画面から鉄道駅・バス停の位置をGoogleマップ上に表示できる。
- PC版に関しては遠鉄バスのサイトに設置されていることもあり、遠鉄バス用という印象が強いが、携帯版「遠鉄バス電車案内 ET-Navi」同様、遠州鉄道鉄道線にも対応する。

## 注
1. ↑  詳細は東京大学生産技術研究所助教授の桑原雅夫によるレポートを参照。7ページ目にマンション室内用の接近表示機の写真が出ている。
2. ↑  浜松市の事例（国土交通省）